# MASSIVE (software)
MASSIVE (Multiple Agent Simulation System in Virtual Environment) is een softwarepakket voor digitale animatie dat met behulp van kunstmatige intelligentie het mogelijk maakt om grote menigten te tonen in films en televisieseries.

## Geschiedenis
Het softwarepakket werd eind jaren 90 ontwikkeld door Stephen Regelous voor Peter Jacksons The Lord of the Rings-films. Met de MASSIVE-software werd het mogelijk om grootschalige gevechtsscènes te maken die er realistisch uitzagen, zonder dat elk personage afzonderlijk geanimeerd moest worden.

## Gebruik
Het softwarepakket laat de gebruiker toe om snel en makkelijk duizenden agents (personages) te creëren. Door de kunstmatige intelligentie in het programma, reageren deze agents zelfstandig op hun omgeving, waaronder op andere agents, waardoor hun gedrag veranderd kan worden. Om de bewegingen van de agents zo realistisch mogelijk te maken, wordt er vaak gebruikgemaakt van motion capture. Verder wordt in het programma ook het gedrag van de kleding van de agents gesimuleerd. In het pakket zitten ook reeds voorgeprogrammeerde agents, voor o.a. publiek in sportstadions. 

## Producties (selectie)
- The Lord of the Rings
- Rise of the Planet of the Apes
- Avatar
- De Kronieken van Narnia: De leeuw, de heks en de kleerkast
- King Kong
- The Mummy: Tomb of the Dragon Emperor
- Eragon
- The Hobbit